# Bariumnitrat
Bariumnitrat ist ein Nitratsalz des Erdalkalimetalls Barium. Es besitzt die Formel Ba(NO3)2 und gehört zur Stoffgruppe der Nitrate.

## Gewinnung und Darstellung
Bariumnitrat lässt sich durch folgende chemische Reaktionen darstellen:
{\displaystyle \mathrm {Ba(OH)_{2}+2\ HNO_{3}\longrightarrow Ba(NO_{3})_{2}+2\ H_{2}O} }
{\displaystyle \mathrm {Ba(OH)_{2}+N_{2}O_{5}\longrightarrow Ba(NO_{3})_{2}+H_{2}O} }
{\displaystyle \mathrm {BaO+2\ HNO_{3}\longrightarrow Ba(NO_{3})_{2}+H_{2}O} }
{\displaystyle \mathrm {3\ Ba+8\ HNO_{3}\longrightarrow 3\ Ba(NO_{3})_{2}+4\ H_{2}O+2\ NO} }
{\displaystyle \mathrm {BaCO_{3}+2\ HNO_{3}\longrightarrow Ba(NO_{3})_{2}+H_{2}O+CO_{2}} }

## Eigenschaften

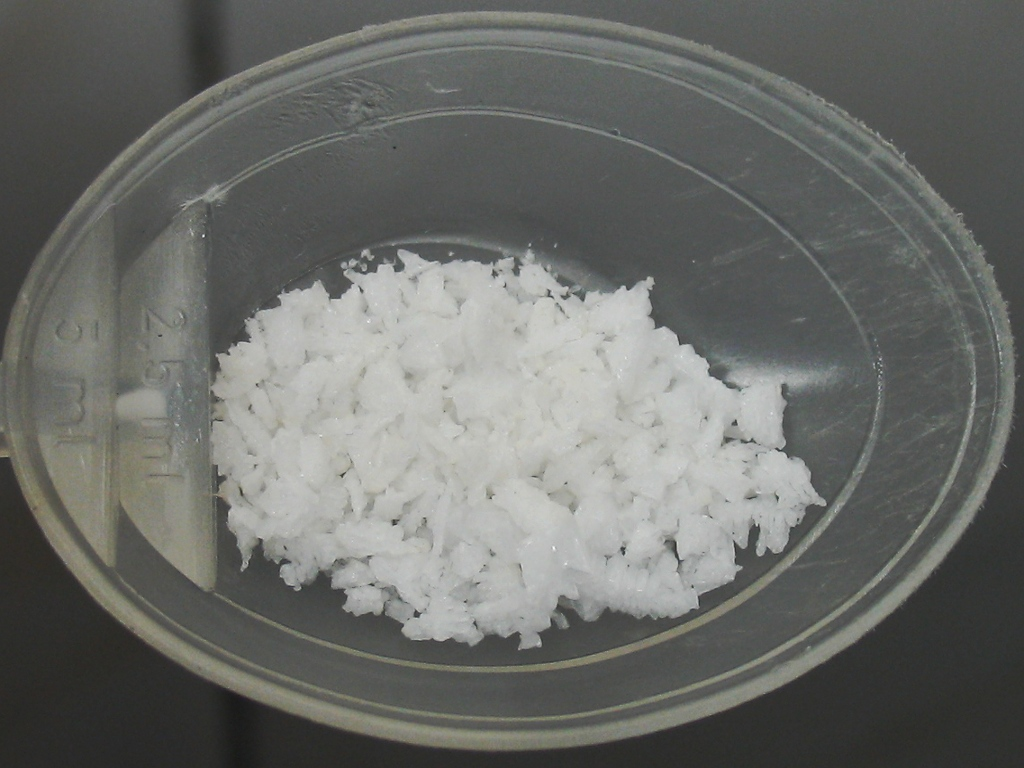
Kristallines Bariumnitrat

Bariumnitrat tritt als farbloser kristalliner Feststoff auf. Es ist giftig und ein schwach wassergefährdender Stoff. Es verursacht in der Brennerflamme die für Barium typische grüne Flammenfärbung und kann als Oxidationsmittel benutzt werden.
Bariumnitrat zersetzt sich bei Temperaturen größer 550 °C zu Bariumoxid, Stickstoff, Sauerstoff und Stickstoffmonoxid. Aufgrund des freigesetzten Sauerstoffs und vor allem des freiwerdenden Stickstoffmonoxids ist Bariumnitrat ein gutes Oxidationsmittel.
Wasserfreies Bariumnitrat kristallisiert im kubischen Kristallsystem in der Raumgruppe Pa3 (Raumgruppen-Nr. 205) mit dem Gitterparameter a = 811,84 pm. In der Elementarzelle befinden sich vier Formeleinheiten. Die Kristalle sind isotyp zu Strontiumnitrat.

## Verwendung
Bariumnitrat wird in der Pyrotechnik u. a. zur Herstellung von Wunderkerzen verwendet, in welchen es als Oxidationsmittel fungiert. Auch kommt Bariumnitrat häufig als Surrogat des Kaliumnitrats zum Einsatz, um der Flamme eine grünliche Farbe zu verleihen. Außerdem wird es als Oxidator in den Zündhütchen von Patronen und Kartuschen verwendet.
Eine hochbrisante Mischung aus TNT und Bariumnitrat wird Baratol genannt.
Es wird auch in Leuchtschirmen für Kathodenstrahlröhren benutzt.

## Analytik
Einen ersten Hinweis bei der Identifizierung von Barium in Bariumnitrat erhält man durch die grüne Flammenprobe. Das Anion kann mittels Ringprobe oder Lunges Reagenz (siehe auch Nachweise für Anionen) nachgewiesen werden.